# Municipio de Tawas
El municipio de Tawas (en inglés: Tawas Township) es un municipio ubicado en el condado de Iosco en el estado estadounidense de Míchigan. En el año 2010 tenía una población de 1744 habitantes y una densidad poblacional de 20,16 personas por km².

## Geografía
El municipio de Tawas se encuentra ubicado en las coordenadas 44°17′25″N 83°35′33″O / 44.29028, -83.59250. Según la Oficina del Censo de los Estados Unidos, el municipio tiene una superficie total de 86.5 km², de la cual 86,49 km² corresponden a tierra firme y (0,01 %) 0,01 km² es agua.

## Demografía
Según el censo de 2010, había 1744 personas residiendo en el municipio de Tawas. La densidad de población era de 20,16 hab./km². De los 1744 habitantes, el municipio de Tawas estaba compuesto por el 97,82 % blancos, el 0,11 % eran afroamericanos, el 0,57 % eran amerindios, el 0,11 % eran asiáticos, el 0,06 % eran de otras razas y el 1,32 % eran de una mezcla de razas. Del total de la población el 0,57 % eran hispanos o latinos de cualquier raza.